# Stupri di guerra
Con stupri di guerra si intendono gli stupri commessi da soldati, altri combattenti o civili durante un conflitto armato, una guerra o un'occupazione militare che vanno distinti da violenze sessuali commesse tra soldati in servizio attivo. Nella categoria 'stupri di guerra' rientrano anche le situazioni nelle quali le donne sono costrette a prostituirsi o a diventare schiave sessuali dalle forze occupanti, come nel caso delle comfort women durante la seconda guerra mondiale.
Durante le guerre e i conflitti armati, gli stupri sono usati di frequente come strumento di una guerra psicologica nel tentativo di umiliare il nemico e minare il suo morale. Le violenze sessuali sono spesso sistematiche e complete, e i comandanti possono realmente incoraggiare i loro soldati ad usare violenza con i civili. Queste violenze possono accadere in diverse situazioni, incluso l'istituzionalizzazione della schiavitù sessuale, stupri associati a specifiche battaglie o massacri e atti individuali o isolati di violenza. Gli stupri di guerra comprendono anche violenze sessuali di gruppo e violenze con obiettivi specifici, sempre durante un conflitto armato e con soldati come autori delle violenze stesse.
Lo stupro di guerra e la schiavitù sessuale sono oggi riconosciuti dalle convenzioni di Ginevra come crimini contro l'umanità e crimini di guerra. Lo stupro oggi è anche affiancato al crimine di genocidio quando commesso con l'intento di distruggere, in parte o totalmente, un gruppo specifico di individui. In ogni caso, la violenza sessuale rimane diffusa in zone di guerra.

## Stupro di guerra e generi specifici
Kelly Dawn Askin, scrittrice e storica, ha osservato l'aumento dei civili come vittime di guerra. Più di 45 milioni di civili morirono durante la seconda guerra mondiale. Uomini e donne civili possono essere soggetti a torture ma gli stupri di guerra sono più frequenti verso le donne che gli uomini. Durante i conflitti le violenze sessuali sono perpetrate frequentemente verso donne e bambini, e gli autori "comunemente includono non solo civili e truppe nemici ma anche alleati e civili compatrioti e anche compagni d'armi."
Le vittime degli stupri di guerra sono solitamente i "civili", una categoria riconosciuta per la prima volta nel XIX secolo. Anche se la violenza sessuale sulle donne è documentata nella storia, le leggi protettrici dei civili durante i conflitti armati tendevano a non riconoscere queste violenze contro le donne. Anche quando le leggi di guerra hanno riconosciuto e proibito le aggressioni sessuali, sono stati eseguiti pochi procedimenti giudiziari. Secondo Kelly Dawn Askin, le leggi di guerra perpetuano l'atteggiamento di considerare le aggressioni sessuali contro le donne come crimini meno significativi, non degni di accusa. Lo stupro di guerra è stato, fino a poco tempo fa, un elemento nascosto dei conflitti, che secondo Human Rights Watch è legato alla natura prevalentemente legata al genere di tale atto. Secondo altri, questo carattere specifico di genere ha contribuito a vedere lo stupro di guerra "strettamente rappresentato come sessuale o personale in natura, una rappresentazione che distoglie l'attenzione dall'uso dell'abuso nei conflitti, lasciando che esso sia ignorato come crimine di guerra."
"Con la vittoria viene il bottino" è stato un grido di guerra per secoli e le donne erano declassate come parte del bottino di guerra. Più che altro, lo stupro di guerra è stato minimizzato come uno sfortunato ma inevitabile effetto dell'aver inviato gli uomini in guerra. Queste violenze erano considerate come un ripagamento tangibile per i soldati (che non erano pagati con regolarità), e come prova di mascolinità e successo per i soldati stessi. In riferimento agli stupri di guerra in tempi antichi, Harold Washington afferma che la guerra stessa è immaginata come uno stupro e che le città attaccate sono le vittime stesse. Egli afferma inoltre che gli stupri di guerra si verificano nel contesto dello stereotipo relativo a donne e uomini, il quale fa parte della semplice credenza che la violenza appartenga agli uomini e che le donne siano le vittime.
Anche la violenza sessuale verso gli uomini da parte di altri uomini è comune in guerra. Uno studio del 2009 di Lara Stemple ha confermato che questo tipo di violenza è documentato in conflitti in ogni parte del mondo; per esempio, il 76% dei prigionieri politici maschili negli anni '80 a El Salvador e l'80% degli internati nei campi di Sarajevo sono stati stuprati o torturati sessualmente. Stemple conclude che la "mancanza di attenzione verso gli abusi sessuali su uomini, durante i conflitti, è particolarmente preoccupante data la diffusa portata del problema".

## Diritto internazionale
La persecuzione degli stupratori in tribunali per crimini di guerra è di recente sviluppo. In genere, il diritto internazionale umanitario riguarda il maltrattamento dei civili e "ogni devastazione non giustificata dalla necessità militare". Lo stupro di guerra è stato raramente perseguito come un crimine di guerra. Dopo la seconda guerra mondiale, il tribunale di Norimberga fallì nel giudicare i criminali di guerra nazisti per stupro, anche se vi furono diverse testimonianze di stupri di guerra. Il tribunale di Tokyo condannò ufficiali giapponesi "per non aver prevenuto gli stupri" nello stupro di Nanchino. Il giudice Richard Goldstone, procuratore capo al Tribunale penale internazionale per l'ex-Jugoslavia, disse che "lo stupro non è mai stato interesse della comunità internazionale."

### Consuetudini di guerra
Alcuni studiosi ritengono che l'assenza di un esplicito riconoscimento degli stupri di guerra dal diritto internazionale o dal diritto umanitario non permetta di creare una difesa dai perpetranti degli stupri stessi. Il diritto bellico proibisce come crimini il "trattamento inumano" o l'"aggressione indecente", aggiungendo a questi l'aggressione sessuale.

### Diritto umanitario prima della seconda guerra mondiale
il Diritto internazionale umanitario affronta il tema ricordando che uno dei primi riferimenti al "diritto bellico" fu di Cicerone, che esortò i soldati a rispettare le regole di guerra, dal momento che obbedendo a tali regole si separano gli "uomini" dai "bruti". Conquistare le ricchezze e le proprietà di un nemico era visto come una ragione legittima durante la guerra. Le donne erano incluse nelle "proprietà" poiché erano considerate alla stregua delle cose in possesso di un uomo. In questo contesto, lo stupro di una donna era considerato un crimine verso la proprietà commesso contro l'uomo che era padrone della donna.
Gli antichi greci consideravano lo stupro di guerra di una donna "un comportamento socialmente accettabile nelle regole di guerra", e i guerrieri consideravano le donne conquistate come "un bottino legittimo, utili come mogli, concubine, schiave o trofei del campo di battaglia".
Nel Medioevo, e fino al XIX secolo, quest'attitudine e pratica prevalse e le leggi riguardo allo status delle donne in tempo di guerra rispecchiavano le analoghe norme per il tempo di pace. Nell'Europa medievale, le donne erano considerate come un genere inferiore dalla legge. La Chiesa cattolica cercò di prevenire le violenze sessuali durante le guerre feudali attraverso l'istituzione della Pace e Tregua di Dio che scoraggiava i soldati ad attaccare donne e civili in generale e con la propagazione di una versione cristianizzata dell'ideale cavalleresco di un cavaliere che protegge gli innocenti e non combatte nell'illegalità.
La giurisprudenza militare islamica medievale prevedeva punizioni severe per i ribelli che usassero "attacchi furtivi" e "diffusione del terrore". In questa categoria, ʿulamāʾ include il rapimento, l'avvelenamento dei pozzi d'acqua, incendi dolosi, attacchi contro viandanti e viaggiatori, assalti notturni e stupro. La punizione per tali crimini erano severe, inclusa la morte, al di là delle credenze politiche e religiose dell'autore.

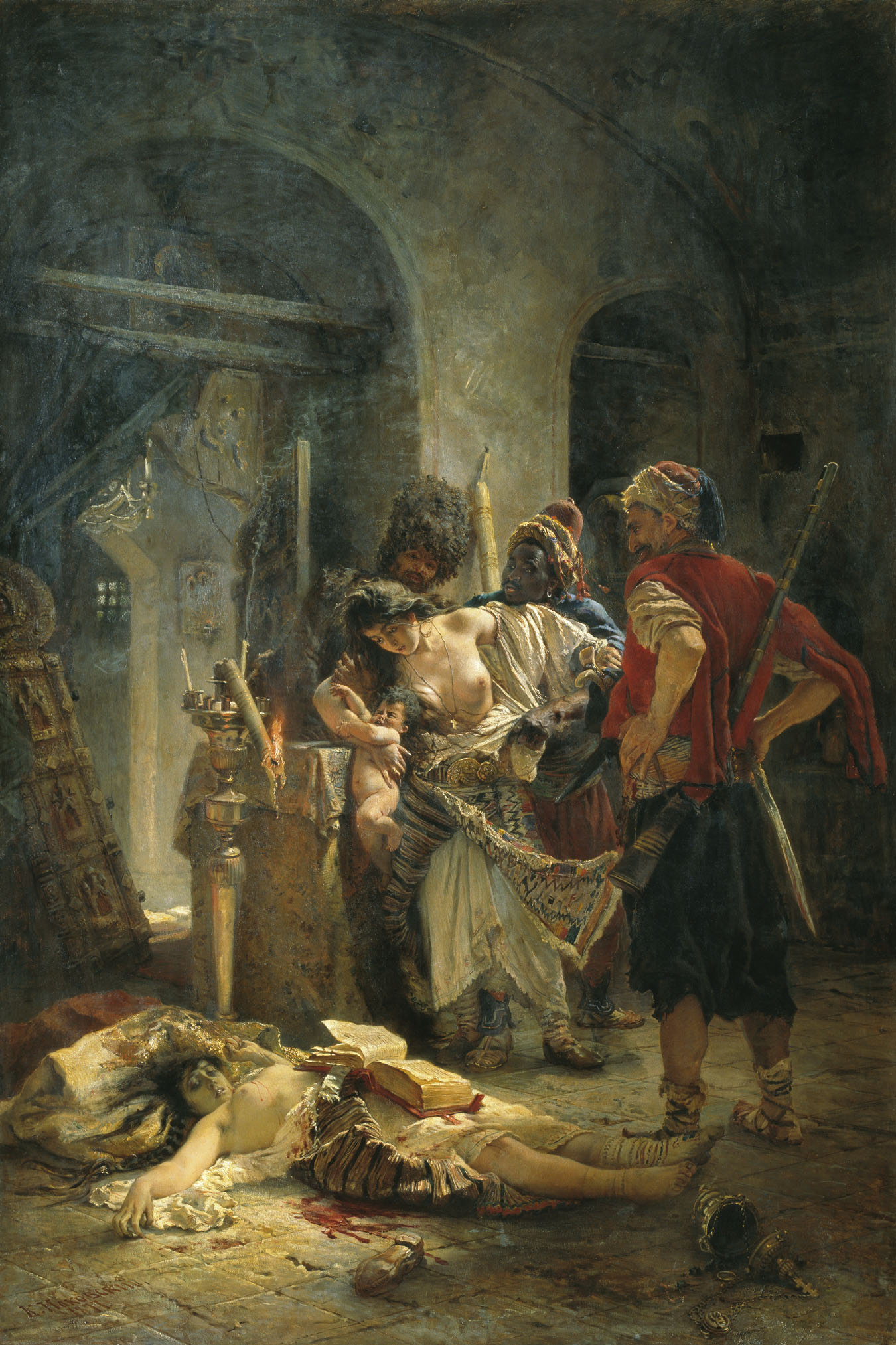
Le Martiri Bulgare di Konstantin Makovskij (1877). Atrocità dei Basci-buzuk in Bulgaria durante la guerra russo-turca.

Nel 1159, Giovanni di Salisbury scrisse il Policratus nel tentativo di regolare la condotta degli eserciti durante guerre "giustificabili". Salisbury credeva che atti di furto e "rapina" (crimini contro la proprietà) dovrebbero ricevere le punizioni più severe ma credeva che obbedire ai comandanti superiori, nella legalità o meno, morale o immorale che fosse, era l'ultimo dovere di un soldato.
Nel XIV e XV secolo, nonostante le considerazioni e le sistemazioni del diritto bellico, le donne rimasero ad ogni modo un oggetto delle conquiste maschili. L'influente scrittore Francisco de Vitoria notò il graduale emergere dell'idea che gloria e conquista non erano necessariamente ragioni accettabili per cominciare una guerra. Il giurista Alberico Gentili afferma che tutte le donne, inclusi i combattenti femminili, dovrebbero essere risparmiati dalla violenza sessuale in tempo di guerra. Tuttavia, nella realtà lo stupro di guerra era comune.
Si pensa che una ragione per l'elevata frequenza degli stupri di guerra era che al tempo i circoli militari consideravano ogni persona, incluse donne disarmate e bambini, come il nemico, ottenendo così dei diritti su di loro dopo la conquista. Nel Medioevo, il diritto bellico considerava la violenza sessuale in guerra come l'indicazione del successo di un uomo nel campo di battaglia e l'"opportunità di stuprare e saccheggiare erano considerati un piccolo vantaggio per... i soldati che erano pagati con grande irregolarità dai loro capi... il trionfo sulle donne attraverso lo stupro divenne un modo per misurare la vittoria, parte della prova della mascolinità e del successo del soldato, un pagamento tangibile del servizio reso... un reale pagamento di guerra".
In questo periodo della storia, le violenze sessuali di guerra non presero luogo necessariamente come un effetto coscienzioso della guerra per terrorizzare il nemico ma piuttosto come meritato risarcimento per aver vinto una guerra. Ci sono ridotte prove che suggeriscono che i superiori regolarmente ordinano ai subordinati di commettere atti di stupro. In questo periodo le guerre divennero regolate di più, rese più specifiche e regimentate. La prima forma di persecuzione per crimini di guerra non vi fu prima del tardo Medioevo.
Ugo Grozio, considerato il padre del diritto delle nazioni e il primo a condurre un lavoro comprensivo di sistemizzazione del diritto bellico internazionale, concluse che lo stupro "non dovrebbe essere impunito durante la guerra proprio come in tempo di pace". Emerich de Vattel emerse come una figura influente quando perorò la causa dell'immunità dei civili dalle devastazioni della guerra, considerando i civili, donne e uomini, come non-combattenti.
Al termine del XVIII secolo e nel XIX secolo, trattati e codici di guerra cominciarono a includere vaghe disposizioni per la protezione delle donne: il "Trattato per l'Amicizia e il Commercio" (1785) specificava che in caso di guerra "donne e bambini... non saranno molestati nelle loro persone". L'articolo 20 dell'"Ordine n.20" (1847), un supplemento alle Leggi e agli Articoli di Guerra statunitensi, elenca i seguenti come crimini severamente punibili: "Assassinio, omicidio, pugnalate o mutilazioni maligne, violenza sessuale". La "Dichiarazione di Bruxelles" (1874) sentenziò che gli "onori e diritti di una famiglia... dovrebbero essere rispettati".
Nel XIX secolo il trattamento di soldati, prigionieri, feriti e civili migliorò e divenne un elemento chiave del diritto bellico. Tuttavia, mentre le consuetudini di guerra considerarono di più il trattamento umano dei soldati e dei civili, nuove armi e tecnologie aumentarono le distruzioni della guerra e alterarono i metodi di condurre la guerra stessa. Il codice Lieber (1863) fu il primo stampo del diritto internazionale della guerra terrestre e il primo passo verso il diritto internazionale umanitario. Il codice Lieber enfatizzò la protezione dei civili e sentenziò che "tutte le violenze sessuali... (sono) proibite, pena la morte", introducendo la prima proibizione di stupro nel diritto umanitario. Dopo la prima guerra mondiale, la Commissione per i Crimini di Guerra, creata nel 1919 per esaminare le atrocità commesse dai tedeschi e dalle altre Potenze Centrali durante il conflitto, trovò prove sostanziali di violenze sessuali e prostituzione forzata, tutte violazioni delle consuetudini e del diritto bellici. I tentativi di persecuzione fallirono.

### Il Processo di Norimberga e di Tokyo
Dopo la seconda guerra mondiale, i processi di Norimberga e di Tokyo divennero i primi processi internazionali per crimini di guerra di reale significato. Le potenze vincitrici crearono questi tribunali per perseguire i maggiori criminali di guerra delle potenze dell'Asse europee (di fatto solo la Germania nazista) e il Giappone per "crimini contro la pace", crimini di guerra e crimini contro l'umanità. La possibilità di perseguire la violenza sessuale come crimine di guerra era presente per via del riconoscimento dello stupro di guerra come una seria violazione del diritto bellico nel codice Lieber e della convenzione dell'Aia del 1907, che asserisce "l'onore e i diritti della famiglia... dovrebbero essere rispettati".
Vi sono prove che tribunali per crimini sessuali di guerra erano stati precedentemente instaurati, nei quali lo stupro di guerra poteva essere perseguito dal diritto consuetudinario e/o dall'Articolo 6(b) della Carta del Tribunale Militare Internazionale, il quale punisce "il rapimento della popolazione civile... per schiavismo e per altri scopi" e "il rapimento ingiustificato dalla necessità militare". Similarmente, era possibile perseguire lo stupro di guerra come crimine contro l'umanità secondo l'Articolo 6(c) della Carta di Norimberga che persegue "altri atti inumani" e "l'asservimento". Tuttavia, malgrado le prove di violenze sessuali in Europa durante la seconda guerra mondiale, una mancanza di volontà nel voler giudicare tali crimini portò a non perseguirne gli autori al processo di Norimberga.
Il Tribunale di Tokyo perseguì dei casi di violenza sessuale e stupro di guerra come crimine sotto i termini di "trattamento inumano", "maltrattamenti" e "fallimento nel rispettare l'onore e i diritti della famiglia." Secondo i risvolti del processo più di 20 000 donne e ragazze subirono violenze sessuali durante le prime settimane dell'occupazione giapponese della città cinese di Nanchino. Il Tribunale incluse resoconti dei crimini di violenza sessuale nelle testimonianze del processo così come nei registri pubblici. A livello nazionale, un comandante della 14ª Armata, il generale Yamashita, fu perseguito, in particolare, per "stupri sotto il suo comando." Circa 35 comfort women olandesi portarono, con successo, un caso davanti al Tribunale Militare di Batavia nel 1948.

### Convenzioni di Ginevra e relativi Protocolli
Dal 1949, l'Articolo 27 della Quarta Convenzione di Ginevra esplicitamente proibì lo stupro e la prostituzione forzata in tempo di guerra nei confronti delle persone protette dalla Convenzione, ovvero coloro che durante un conflitto si trovano prigionieri di uno stato di cui non sono cittadini o sono sotto il controllo di una potenza occupante. Nel 1977 il Primo Protocollo Aggiuntivo alla Convenzione estese la protezione dell'Art. 27 della Quarta Convenzione a tutte le donne che si trovano nell'area interessata dal conflitto. Il Secondo Protocollo Aggiuntivo, a differenza delle Convenzioni e del Primo Protocollo, si applica ai conflitti interni e all'Art. 4.2.e stabilisce che sono proibiti "gli oltraggi alla dignità della persona, specialmente i trattamenti umilianti e degradanti, lo stupro, la prostituzione forzata e qualsiasi offesa al pudore".
Nel 1993 dopo la guerra in Bosnia-Erzegovina, in cui l'uso dello stupro come arma di pulizia etnica era stato portato all'attenzione dei media internazionali, nel 1993 un gruppo di deputate europee presentò alle Nazioni Unite la proposta di riconoscere lo stupro come crimine di guerra

### Genocidio
Nel 1998 il Tribunale penale internazionale per il Ruanda creato dalle Nazioni Unite prese delle marcate decisioni definendo violenza sessuale come un crimine di genocidio secondo il diritto internazionale. Il processo di Jean-Paul Akayesu, sindaco di Taba, Ruanda, in precedenza affermò che la violenza sessuale è un elemento del crimine di genocidio. L'Aula del Tribunale affermò fermamente che "l'aggressione sessuale formò una parte integrante del processo di distruzione del gruppo etnico Tutsi e che lo stupro era sistematico e perpetrato solo contro le donne Tutsi, manifestando un intento specifico, per questi atti, di genocidio."
Il magistrato Navanethem Pillay affermò in una dichiarazione dopo il verdetto: "Per tempi immemorabili, la violenza sessuale è stata vista come bottino di guerra. Ora è considerato un crimine di guerra. Noi vogliamo mandare un messaggio forte che lo stupro non sarà a lungo un trofeo di guerra." Una stima di 500 000 donne furono violentate durante il genocidio del Ruanda nel 1994.
Il professor Paul Walters nella sua dichiarazione dell'aprile 2005 dopo il suo dottorato onorario in legge alla Rhodes University scrisse:

Sotto la sua presidenza del Tribunale per il Ruanda, quel processo ha reso una sentenza per il sindaco di Taba giudicandolo colpevole di genocidio per l'uso della violenza sessuale nella "distruzione dello spirito, della volontà di vivere e contro la vita stessa."

La sentenza di Akayesu include la prima interpretazione e applicazione da parte di una corte internazionale della Convenzione sulla Prevenzione e Punimento del crimine di Genocidio. Il tribunale affermò che lo stupro (definito come "un'invasione fisica di natura sessuale commessa su una persona in circostanze coercitive") e l'aggressione sessuale costituiscono atti di genocidio in quanto essi furono commessi con l'intento di distruggere, completamente o in parte, un gruppo specifico di individui. L'aggressione sessuale era parte integrante del processo di distruzione del gruppo etnico Tutsi e che lo stupro era sistematico e perpetrato solo contro le donne Tutsi, manifestando l'intento specifico richiesto per questi atti per costituire un genocidio.
Nel settembre 1999, le Nazioni Unite pubblicarono un Rapporto del Tribunale Penale Internazionale per la Persecuzione delle Persone Responsabili di Genocidio e Altre Gravi Violazioni del Diritto Internazionale Umanitario Commesse nel Territorio del Ruanda e i Cittadini Ruandesi Responsabili per Genocidio e Altre Simili Violazioni Commesse nel Territorio degli Stati Limitrofi tra il 1º gennaio e il 31 dicembre 1994. Tale rapporto afferma che il 2 settembre 1998, l'Aula Processuale I del Tribunale penale internazionale per il Ruanda, composto dal giudice Laïty Kama e presieduto da Lennart Aspegren e Navanethem Pillay, giudicò Jean-Paul Akayesu colpevole di 9 delle 15 imputazioni di cui era accusato, incluso: genocidio, diretto e pubblico incitamento al genocidio e ai crimini contro l'umanità, omicidio, tortura, stupro e altri atti inumani. Il Tribunale riconobbe Jean-Paul Akayesu non colpevole per le sei incriminazioni rimaste, inclusa l'accusa di complicità in genocidio e l'accusa relativa alla violazione dell'Articolo 3 comune alle convenzioni di Ginevra e al Protocollo Aggiuntivo II. Il 2 ottobre 1998, Jean-Paul Akayesu fu condannato al carcere a vita per ognuna delle 9 imputazioni, da scontare simultaneamente. Sia che Jean-Paul Akayesu che l'Accusatore si sono appellati contro la sentenza dell'Aula Processuale.

### Crimini contro l'umanità e crimini di guerra
La Relazione dello Statuto di Roma definisce la giurisdizione della Corte penale internazionale e riconosce lo stupro, lo schiavismo sessuale, la prostituzione forzata, la gravidanza forzata, la sterilizzazione forzata, "o ogni altra forma di violenza sessuale di gravità comparabile" come crimini contro l'umanità se queste azioni sono parte di una diffusa o sistematica pratica.
La violenza sessuale fu riconosciuta come crimine contro l'umanità quando il Tribunale penale internazionale per l'ex-Jugoslavia emise dei mandati d'arresto basati sulla violazione delle convenzioni di Ginevra e le Violazioni delle Leggi e delle Consuetudini di Guerra. Nello specifico, fu riconosciuto che le donne musulmane di Foča (sud-est della Bosnia ed Erzegovina) furono soggette a sistematici e diffusi stupri di gruppo, torture e schiavismo sessuale da parte di soldati serbo-bosniaci, poliziotti e membri di gruppi paramilitari dopo l'acquisizione della città nell'aprile 1992. L'accusa fu di maggior rilevanza giuridica e fu la prima volta che l'aggressione sessuale venne investigata per la persecuzione di tortura e asservimento come crimini contro l'umanità. La sentenza fu confermata dal verdetto del Tribunale penale internazionale per l'ex-Jugoslavia del 2001. Tale sentenza sfidò la diffusa accettazione dello stupro e dello schiavismo sessuale delle donne come parte intrinseca della guerra. Il Tribunale penale internazionale per l'ex-Jugoslavia giudicò tre serbo-bosniaci colpevoli di violenza sessuale contro donne e ragazze bosniache (musulmane, di cui alcune tra i 12 e i 15 anni), avvenuta a Foča, Bosnia ed Erzegovina. Inoltre due degli uomini furono giudicati colpevoli del crimine contro l'umanità di riduzione in schiavitù sessuale per l'aver tenute prigioniere un buon numero di donne e ragazze in centri di detenzione. Molte di quelle donne successivamente furono fatte scomparire.

## Definizione di stupro
Comunemente si usano i termini "stupro" e "aggressione sessuale" in modo intercambiabile tra loro. Non vi è però un'accettata definizione universale di "stupro di guerra".
La Relazione dello Statuto di Roma, che vincola la Corte penale internazionale, definisce la "violenza sessuale" (o "stupro") come segue:
(Articolo 7 (1) (g)-1 componente 1 – Crimine contro l'umanità: violenza sessuale (Crime against humanity: rape))
e
(Articolo 7 (1) (g)-1 componente 2 – Crimine contro l'umanità: violenza sessuale (Crime against humanity: rape))
Il concetto di "invasione" è inteso essere abbastanza ampio per essere neutro rispetto al sesso e la definizione è compresa a includere situazioni dove la vittima possa essere incapace di dare un genuino consenso se affetto per natura, indotto o per età.

## Effetti
Lo stupro di guerra ha un grave impatto sulle vittime e può essere sistematico o in un isolato atto di violenza sessuale. Uno studio recente elenca il danno fisico delle vittime degli stupri di guerra come danno traumatico, trasmettente malattie sessuali e portante alla gravidanza della vittima. Dato che gli stupri di guerra avvengono in zone di conflitto, l'accesso ai contraccettivi, agli antibiotici e/o agli aborti è estremamente limitato. I danni psicologici a breve termine delle vittime includono paura, mancanza d'aiuto e disperazione. I sintomi a lungo termine possono includere depressione, disordini d'ansia (inclusa la sindrome da stress post-traumatico), sintomi somatici multipli, flashback, difficoltà a ristabilire relazioni intime, vergogna e paura persistente.
Lo stupro di guerra può includere lo stupro di gruppo e lo stupro con oggetti, come bastoni e canne dei fucili. Le vittime femminili possono soffrire di incontinenza e fistole vaginali come risultato di particolari casi violenti di stupro. Le fistole sono una condizione medica solitamente presente dopo i parti poveri e coinvolge le pareti tra la vescica, la vagina e l'ano o le lacerazioni del retto, con conseguente grande dolore e debilitante incontinenza. Le vittime femminili di stupri di guerra possono essere stigmatizzate ed escluse dalle loro famiglie o comunità, particolarmente in società dove la verginità femminile ha un prezzo e i mariti di una vittima di stupro provano vergogna.

### Simbolismo
Gayatri Chakravorty Spivak caratterizzò "lo stupro di gruppo perpetrato dai conquistatori" come "una celebrazione metonimica di acquisizioni territoriali".

### Strategia militare
Amnesty International ha sfidato la visione dello stupro e dell'abuso sessuale come prodotto della guerra. Sempre secondo Amnesty International, la violenza sessuale è oggi usata deliberatamente come strategia militare anziché come stupro e saccheggio opportunistico dei secoli precedenti. Come strategia militare lo stupro è usato per spingere le popolazioni locali ad andarsene dal territorio occupato, decimando i civili rimasti con la distruzione delle loro affiliazioni, con la diffusione dell'AIDS e con l'eliminazione delle tradizioni culturali e religiose. Lo stupro di guerra può essere descritto nei media come "arma bellica" o un "modo di combattere". Con il riferimento specifico al recente stupro di guerra nella Repubblica Democratica del Congo e negli altri paesi africani, l'uso dello stupro di guerra come strategia militare ha portato a: aumento del morale dei soldati, diminuzione del morale dei soldati nemici, oltraggiare il nemico e al saccheggio degli oggetti del nemico (inclusi donne e bambini).
Commentando l'uso della violenza sessuale in guerra, Gita Sahgal disse, nel 2004, che è un errore pensare che queste aggressioni siano dovute all'ottenere un "bottino di guerra" o alla gratificazione sessuale. Ella affermò che lo stupro è spesso usato nei conflitti etnici come un modo per gli aggressori di perpetrare un controllo sociale e ridisegnare i confini etnici. Affermò inoltre che "le donne sono viste come le riproduttrici e le badanti della comunità."

## Storia

### Antichità
Lo stupro ha accompagnato la guerra in ogni epoca storica conosciuta. 
Lo stupro nel corso della guerra è menzionato diverse volte da numerose fonti antiche tra cui anche la Bibbia. Nel vicino oriente, gli eserciti vincitori spesso si intrattenevano con rapporti omosessuali con gli sconfitti. Gli antichi ebbero attitudini differenti, spesso contraddittorie, sulla violenza sessuale in guerra. Gli eserciti greci e romani eseguivano stupri di guerra, come documentato da Omero, Erodoto e Tito Livio. Gli ufficiali militari romani spesso usavano dei giovani ragazzi dei popoli sconfitti per rapporti omosessuali, fatto documentato da Tacito durante la rivolta batava.

### Medioevo ed età moderna
I vichinghi (scandinavi che invasero e colonizzarono estese aree d'Europa dall'VIII fino all'XI secolo,) acquisirono una reputazione come "stupratori e saccheggiatori". Le colonie vichinghe in Bretagna e Irlanda sono state pensate primariamente come imprese maschili, con un ruolo assente per le donne. Le donne delle isole britanniche sono menzionate in antichi testi dei fondatori delle colonie in Islanda, indicanti che i vichinghi esplorarono e acquistarono mogli e concubine dalla Bretagna e dall'Irlanda. Alcuni storici discutono sull'immagine dei vichinghi come "violentatori e saccheggiatori", affermando che esagerazioni e distorsioni, nei testi del tardo Medioevo, crearono un'immagine di nordici infidi e brutali.
La giurisprudenza militare islamica medievale comprende severe punizioni per coloro che commettono stupro. Le punizioni per chiunque commettesse tale crimine erano severe, inclusa la morte, al di là delle convinzioni politiche e religiose degli autori.
Lo schiavismo femminile era comune anche durante le tratte arabe degli schiavi, nel medioevo, dove le prigioniere erano catturate in battaglia nelle terre non arabe e spesso finivano come schiave concubine (le quali erano considerate libere quando il loro padrone moriva) nel mondo arabo. Molte di queste schiave venivano da luoghi come l'Africa subsahariana (principalmente Zanj), il Caucaso (principalmente Adighè), l'Asia centrale (principalmente Tatare) e l'Europa Centrale e Orientale (principalmente Saqaliba). Lo storico Robert Davis dichiara che i corsari barbareschi catturarono 1.250.000 schiave dall'Europa occidentale e dal Nord America tra il XVI e il XIX secolo.
I mongoli, che fondarono il loro impero lungo la maggior parte dell'Eurasia, causarono molte distruzioni nelle loro invasioni. Numerosi documenti affermano che, nel corso delle loro conquiste, i soldati mongoli saccheggiarono e stuprarono in maniera sistematica. Si stima che circa 16 milioni di persone viventi discendano direttamente dallo stesso Gengis Khan. Alcune truppe che si sottomisero furono incorporate nel sistema mongolo senza subire gravi conseguenze nel tentativo di espandere la manodopera dei khanati. Queste tecniche furono a volte usate per diffondere il terrore e l'allarmismo anche tra gli altri popoli.
Nel sacco di Aberdeen, nel 1644, del generale James Graham, 1º Marchese di Montrose, durante la guerra civile inglese usò la violenza sessuale su larga scala.

### Colonialismo europeo
Nell'Africa Tedesca del Sud-Ovest durante le guerre herero, i soldati tedeschi regolarmente compivano stupri di gruppo prima di uccidere le donne Herero o di lasciarle a morire nel deserto; un buon numero di donne della tribù ribelle furono costrette alla prostituzione.

#### Ribellione indiana
Con la nascita dei mass media nel XIX secolo, lo stupro di guerra fu occasionalmente usato come propaganda dai colonizzatori nel tentativo di giustificare la colonizzazione dei luoghi conquistati. L'esempio più importante si ebbe forse durante i moti indiani del 1857 conosciuti come l'"ammutinamento dei Sepoy" contro i britannici, dove i ribelli Sepoy si rivoltarono contro la compagnia britannica delle Indie orientali. I casi di stupro commessi dai ribelli contro le donne e le ragazze inglesi furono generalmente esigui durante la ribellione, ma la cosa fu aggravata dagli effetti dei media britannici nel tentativo di giustificare la continuazione della colonizzazione britannica nel subcontinente indiano.
Al tempo, i giornali britannici pubblicarono diverse testimonianze scritte di donne e ragazze inglesi stuprate dai ribelli indiani ma con poche prove fisiche a supporto. Fu, in seguito, scoperto che molte di queste erano storie false create nel tentativo di rappresentare il popolo indiano come selvaggio, che ha bisogno di essere civilizzato dai colonialisti britannici, una missione conosciuta come "il fardello dell'uomo bianco". Una di queste storie pubblicate da The Times, relativo ad un incidente dove 48 giovani ragazze inglesi, comprese tra i 10 e i 14 anni, furono stuprate dai ribelli indiani a Delhi, fu criticata come propaganda falsa da Karl Marx, che affermò la storia fosse stata scritta da un ecclesiastico a Bangalore, lontano dai luoghi della rivolta.

#### Ribellione dei Boxer
Durante la ribellione dei Boxer, i boxer cinesi regolarmente uccidevano e mutilavano gli stranieri, inclusi donne e bambini ma non violentarono alcuno straniero.
Le forze occidentali dell'alleanza delle otto nazioni commisero crimini contro i cinesi come omicidio, saccheggio e stupro. Tutte le truppe straniere, eccetto i soldati americani, britannici e giapponesi violentarono delle donne. Secondo i documenti di oggi le truppe giapponesi furono stupite che gli eserciti occidentali commettessero stupri.
Migliaia di donne furono violentate dalle forze occidentali su vasta scala. Gli ufficiali giapponesi avevano condotto in guerra delle prostitute giapponesi per impedire ai soldati di violentare le donne cinesi. Un giornalista occidentale, George Lynch, disse che "ci sono cose che non posso scrivere e che non potrebbero essere pubblicate in Inghilterra, che sembrerebbero mostrare che la nostra civilizzazione occidentale è meramente una impiallacciatura oltre ferocia." Tutte le nazioni commisero saccheggio. Il comportamento dei russi e dei francesi fu particolarmente spaventoso. Le donne e le ragazze cinesi arrivavano a suicidarsi pur di evitare di essere violentate. Il comandante francese respinse l'idea che vi fossero stati stupri, attribuendo tutto ciò alla "galanteria del soldato francese". Infine le truppe americane commisero saccheggi nei negozi.

#### Colonialismo italiano
Durante la riconquista della Libia ad opera del regime fascista, gli uomini del colonnello Rodolfo Graziani si macchiarono di numerosi crimini tra cui violenze sessuali su donne e uomini. Dopo la conquista di Cufra, i soldati italiani si abbandonarono a massacri. Lo stesso Graziani parla di 100 ribelli uccisi, 14 ribelli passati per le armi e 250 fermati tra cui donne e bambini. Dopo una nuova insurrezione, il 20 gennaio 1931 la città è rioccupata dagli italiani; ne seguirono tre giorni di violenze ed atrocità impressionanti che provocarono la morte di circa 180-200 libici e innumerevoli altre vittime tra i sopravvissuti: 17 capi senussiti impiccati, 35 indigeni evirati e lasciati morire dissanguati, 50 donne stuprate, 50 fucilazioni, 40 esecuzioni con accette, baionette, sciabole. I sopravvissuti riferirono di atrocità e torture impressionanti: a donne incinte venne squartato il ventre e i feti infilzati, giovani indigene furono violentate e sodomizzate (ad alcune infisse candele di sego nella vagina e nel retto), teste e testicoli mozzati e portati in giro come trofei; torture anche su bambini (3 furono immersi in calderoni di acqua bollente) e vecchi (ad alcuni estirpati unghie e occhi).

### Prima guerra mondiale
Presunti stupri furono commessi durante l'avanzata dell'Impero tedesco in Belgio e durante l'occupazione alleata della Germania dopo la guerra.

### Seconda guerra mondiale
La sporadica occorrenza diffusa e sistematica dello stupro di guerra da parte di soldati e civili è stata documentata. Durante la seconda guerra mondiale e nel suo immediato dopoguerra, lo stupro di guerra occorse in diverse situazioni, dall'instaurazione dello schiavismo sessuale allo stupro associato a battaglie specifiche.

#### Asia

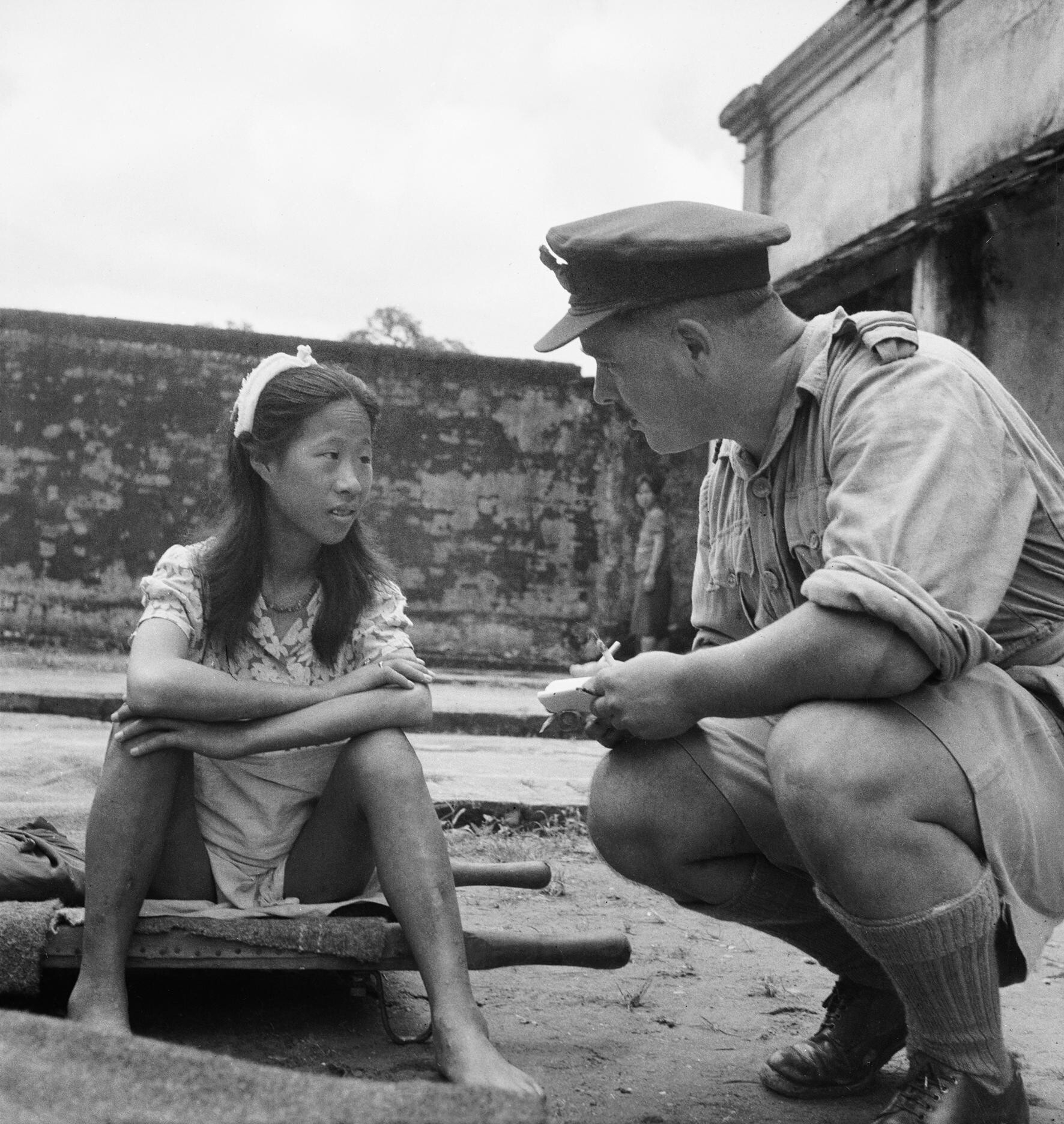
Rangoon, Birmania. 8 agosto 1945. Una giovane donna cinese di uno dei "battaglioni del comfort" dell'Esercito imperiale giapponese intervistata da un ufficiale alleato.

##### Esercito giapponese
Il termine "comfort women" è un eufemismo per le stimate 200.000 donne, in maggior parte coreane, cinesi e filippine, che furono costrette a prostituirsi nei bordelli militari giapponesi durante la seconda guerra mondiale. Fu anche detto che nel massacro di Nanchino i militari giapponesi aggredirono sessualmente ogni donna della città sconfitta o dell'area circostante, trascurando il fatto che alcune donne erano sposate o incinte.

##### Esercito australiano
Un'ex-prostituta affermò che non appena le truppe australiane giunsero a Kure all'inizio del 1946, "essi trascinarono le giovani donne nelle loro jeep, le portarono in montagna e poi le violentarono. Io sentii le loro grida di aiuto per tutta la notte."

##### Esercito statunitense
Fu affermato che soldati statunitensi violentarono diverse donne durante la battaglia di Okinawa nel 1945. Dopo la guerra vi furono 1.336 stupri documentati durante i primi dieci anni di occupazione della prefettura di Kanagawa.
Nonostante i militari giapponesi dissero ai civili che avrebbero subito stupri, torture e omicidi nelle mani degli americani, gli abitanti di Okinawa "furono spesso sorpresi dal trattamento umano che essi ricevettero dal nemico americano." Secondo Islands of Discontent: Okinawan Responses to Japanese and American Power di Mark Selden, gli americani "non perseguirono una politica di tortura, stupro ed omicidio dei civili come i militari giapponesi avevano avvisato."
Lo United States Marine Corps a Pechino immediatamente dopo la seconda guerra mondiale violentarono una studentessa cinese. Questo, e altri casi, portarono ad un sentimento malato verso gli americani da parte del Kuomintang e di Chiang Kai-shek.

##### Esercito sovietico
Le truppe dell'Armata Rossa sovietica si presume abbiano saccheggiato e terrorizzato la popolazione di Shenyang, in Manciuria. Uno straniero testimoniò che alle truppe russe, precedentemente dislocate a Berlino, fu concesso dai militari sovietici di andare in città "per tre giorni di stupri e saccheggi."

#### Europa

##### Esercito tedesco
Diverse violenze sessuali su donne e ragazze ebree furono commesse dalla Wehrmacht durante l'invasione della Polonia nel settembre 1939; gli stupri furono commessi in massa anche verso donne e ragazze non ebree dalle unità Selbstchutz, formate da polacchi di etnia tedesca, le quali accompagnavano la Wehrmacht durante l'avanzata e nell'occupazione del territorio conquistato; le violenze venivano commesse prima di sparare alle prigioniere. Solo un caso di stupro fu perseguito dalla Corte militare tedesca durante la campagna in Polonia anche se l'autore fu riconosciuto colpevole di incrocio tra razze, una vergogna per la loro razza definita dalla politica razziale della Germania nazista, non considerando l'atto come stupro. Le donne ebree erano particolarmente vulnerabili durante l'Olocausto.
Diversi stupri furono commessi dalle forze tedesche sul fronte orientale, dove i loro crimini rimasero largamente impuniti (l'opposto delle violenze commesse nell'Europa occidentale); la stima del numero di stupri commessi è difficile da stabilire, per via della mancanza di persecuzione del crimine da parte della Corte tedesca, anche se alcuni stimano circa 10 milioni di vittime nella sola Unione Sovietica. La Wehrmacht inoltre stabilì un sistema di bordelli militari, nei quali le giovanni donne e le ragazze dei territori occupati erano costrette a prostituirsi in condizioni estremamente dure che portò molte donne a tentare di fuggire dai loro aguzzini. Nell'Unione Sovietica le donne erano costrette anch'esse a prostituirsi; un rapporto del tribunale di Norimberga afferma che "nella città di Smolensk il Comando tedesco aprì dei bordelli militari per ufficiali in un hotel, nel quale centinaia di donne e ragazze furono portate; esse furono trascinate senza pietà in strada per le braccia e per i capelli"

##### Guerra civile italiana
Talvolta i tedeschi commisero stupri assieme ai collaborazionisti, come durante l'occupazione in Italia, assieme alla Repubblica Sociale Italiana. Spesso come reazione, accaddero violenze sulle donne anche dopo la fine della guerra civile, ad opera dei vincitori. Durante la Resistenza italiana, alcuni gruppi fascisti come la banda Carità e la banda Koch furono responsabili di torture e stupri anche contro donne civili e partigiane.

##### Esercito francese
Dopo la battaglia di Montecassino Alphonse Juin diede ai suoi soldati cinquanta ore di "libertà", i soldati nord africani francesi, conosciuti come Goumier, commisero stupri ed altri crimini di guerra in Italia, e anche in Germania. Lo stupro di massa commesso dopo la battaglia è conosciuto come le Marocchinate. Secondo le fonti, più di 7 000 civili, inclusi donne e bambini, furono violentati dai Goumier.
I fucilieri senegalesi dell'esercito francese, chiamati Senegalese Tirailleurs, che sbarcarono all'isola d'Elba il 17 giugno 1944, furono ritenuti responsabili di stupri di massa ma il loro comportamento fu ritenuto meno brutale di quello degli altri soldati nordafricani sbarcati con l'esercito francese nell'Italia continentale.

##### Esercito britannico
In misura minore, le truppe del British Indian Army, in servizio nell'esercito britannico, divennero noti in Italia per un certo numero di stupri e atti violenti che essi commisero.

##### Esercito statunitense
File segreti sulla guerra, resi pubblici solo nel 2006, rivelarono che i soldati degli Stati Uniti commisero 400 violenze sessuali documentate in Europa, inclusi 126 stupri in Inghilterra, tra il 1942 e il 1945. Uno studio di Robert J. Lilly stimò che un totale di 14 000 donne in Inghilterra, Francia e Germania furono violentate dai soldati americani durante la seconda guerra mondiale. Si stima che vi furono 3.500 stupri in Francia tra il giugno 1944 e la fine della guerra e uno storico ha affermato che le violenze sessuali contro le donne nella Francia liberata era comune.

##### Esercito sovietico
Dopo che l'esercito tedesco si arrese, la parte della Germania sotto l'occupazione dell'Unione Sovietica fu suddivisa grosso modo a metà e una parte fu assegnata alla temporanea amministrazione comunista polacca (in pratica controllata sempre dai sovietici). Nel tentativo di far diventare il territorio sotto amministrazione polacca, territorio effettivamente della Polonia, i comunisti polacchi ordinarono l'espulsione dei tedeschi da quei territori "con qualsiasi mezzo fosse necessario". L'amministrazione polacca dei territori occupati fece ben poco per proteggere la popolazione tedesca dalle violenze russo-polacche. "Anche i sovietici furono scioccati del comportamento dei polacchi. I soldati polacchi, secondo un rapporto, 'trattavano le donne tedesche come un bottino libero'."
Durante la guerra le donne polacche furono vittime di brutali stupri di massa da parte dei soldati sovietici Le fonti polacche affermano che vi furono casi di stupri di massa nelle città polacche perpetrati dall'Armata Rossa. Viene riportato che nella Cracovia occupata dai sovietici vi furono stupri di massa contro donne e ragazze polacche, così come saccheggio di tutti i beni privati da parte, sempre, dei soldati sovietici. Secondo quanto riferito, la scala degli attacchi eseguiti dai comunisti costrinse i sovietici a spedire una lettera a Stalin mentre la gente attendeva nelle chiese la ritirata sovietica.
Alla conclusione della seconda guerra mondiale, i soldati dell'Armata Rossa si stima abbiano violentato circa 2 milioni di donne e ragazze tedesche. Norman Naimark scrisse in "The Russians in Germany: A History of the Soviet Zone of Occupation, 1945-1949" che anche se l'esatto numero di donne e ragazze, che furono violentate dai soldati sovietici nei mesi precedenti e negli anni seguenti la capitolazione, non sarà mai stabilito, tale numero si aggira tra le centinaia di migliaia, abbastanza possibile, anche se elevata, la stima di 2 milioni di vittime di Barbata Johr, in "Befreier und Befreite". Molte di queste vittime furono violentate ripetutamente. Antony Beevor stimò che più della metà delle donne furono vittime di stupri di gruppo. Naimark afferma che non tutte le vittime hanno portato il trauma con sé per tutta la vita ma esso portò ad un trauma collettivo nella Repubblica Democratica Tedesca. Naimark concluse che "la psicologia sociale di donne e uomini nella zona d'occupazione sovietica fu marcata dai crimini di stupro sin dai primi giorni d'occupazione, attraverso la creazione della Repubblica Democratica Tedesca alla fine del 1949, fino - si potrebbe sostenere - ad oggi." Alle donne tedesche che rimasero incinte dopo essere violentate dai soldati sovietici nella seconda guerra mondiale fu impedito di abortire, umiliandole ulteriormente per dover crescere un figlio indesiderato. Come risultato, secondo Berlin: The Downfall, 1945 di Antony Beevor, circa il 90% degli stupri di donne berlinesi nel 1945 trasmisero malattie veneree come ulteriore conseguenza di queste violenze e il 3,7% dei bambini nati tra il 1945 e il 1946 erano figli di soldati sovietici. La storia dietro questi particolari stupri fu considerato un tabù fino al 1992.
In Romania, lo scrittore Mihail Sebastian descrisse lo stupro da parte di soldati sovietici di donne locali nel 1944.

### Guerra d'Algeria
I militari francesi si resero colpevoli di torture e stupri durante la guerra d'Algeria negli anni '50. Questi abusi furono denunciati da molti testimoni diretti come Henri Alleg, Djamila Bouhired (resistente algerina vittima di violenza) e molte altre vittime, e oggetto delle denunce intellettuali contro la guerra colonialistica, portate avanti da attivisti e intellettuali francesi come Jean-Paul Sartre, Jacques Vergès e Simone de Beauvoir. Alcune donne imprigionate nei campi di detenzione furono usate proprio come prostitute e schiave sessuali per soldati e ufficiali. Simone de Beauvoir, nello scrivere la prefazione al libro sul racconto di Giselle Halimi (avvocatessa che difese la partigiana algerina Djamila Boupacha), parlò di "uomini, vecchi, bambini mitragliati nel corso di rastrellamenti, bruciati vivi nei loro villaggi, fatti fuori, sgozzati, sventrati, martirizzati a morte", e infine di "centri di raggruppamento (...) di fatto campi di sterminio - adoperati in via subordinata come bordelli per i corpi scelti".

### Atrocità in Bangladesh
Durante la guerra di liberazione bengalese nel 1971, numerose donne furono torturate e violentate. La cifra esatta di queste violenze è sconosciuta ed è oggetto di diversi dibattiti. Fonti bengalesi parlano di circa 400 donne stuprate dai soldati pakistani. Molte delle donne furono catturate nell'University of Dhaka e rese schiave sessuali all'interno dell'acquartieramento di Dhaka.
Si stima che più di 200 000 donne bengalesi possono essere state violentate durante la guerra dai soldati pakistani durante raid notturni nei villaggi. Fonti pakistane invece parlano di un numero molto inferiore, non negando completamente gli stupri. Un'analisi di questi fatti fu eseguita da Nilima Ibrahim in Ami Birangona Bolchhi ("Io, l'eroina, parlo"), nel quale include l'esperienza diretta delle donne violentate nel 1971. Il suo lavoro include nel titolo la parola birangona, eroina, termine dato da Sheikh Mujibur Rahman dopo la guerra alle donne torturate e violentate durante il conflitto. Questo fu un tentativo coscienzioso di alleviare ogni stigma sociale che le donne avrebbero potuto incontrare nella loro società stessa, tentativo purtroppo di dubbio successo.
Nell'ottobre 2005, Sarmila Bose, una accademica indo-bengalese educata ad Harvard, relativa al leader del movimento d'indipendenza indiano, Subhas Chandra Bose, pubblicò un documento affermando che le vittime e i relativi stupri in guerra furono relativamente ingigantiti per scopi politici. Questo documento fu criticato in Bangladesh e i suoi metodi di ricerca furono attaccati da bengalesi espatriati, i quali li definirono come scadenti e di parte.

### 1974-1992
Altri casi documentati di stupri di guerra riguardano la prima guerra civile liberiana e l'occupazione di Timor Est da parte dell'Indonesia nel 1975.
Viene riportato che in Perù, nei 12 anni di conflitto interno, le donne erano vittime frequenti di violenze sessuali perpetrate dalle forze di sicurezza governative e dal Sendero Luminoso. Viene riportato inoltre che durante l'invasione del Kuwait, nell'agosto 1990, una stima di 5 000 donne furono violentate dai soldati iracheni.

### Ex-Jugoslavia
Prove dell'intensità degli stupri in Bosnia ed Erzegovina furono portate al Tribunale penale internazionale per l'ex-Jugoslavia (ICTY, in inglese) per far fronte apertamente a questi abusi. Rapporti di violenze sessuali durante la guerra in Bosnia ed Erzegovina (1992-1995) e la guerra del Kosovo (1996-1999), parte delle guerre jugoslave, una serie di conflitti dal 1991 al 1999, descrivono questi atti come "particolarmente allarmante". Fino all'entrata in guerra (guerra in Kosovo) della NATO, stupri di donne albanesi e rom erano commessi da uomini di etnia serba.
Durante la guerra del Kosovo, migliaia di donne e ragazze kosovaro-albanesi divennero vittime di violenze sessuali. Gli stupri di guerra erano usati come un'arma da guerra e uno strumento di sistematica pulizia etnica; le violenze erano usate per terrorizzare la popolazione civile, estorcere denaro dalle famiglie e forzare la gente a scappare di casa. Secondo il rapporto numero 2000 dello Human Rights Watch, gli stupri di guerra nella guerra in Kosovo possono generalmente essere suddivisi in tre categorie: stupri in casa delle donne, stupri durante i combattimenti e stupri durante la detenzione delle vittime. La maggior parte dei perpetratori erano paramilitari serbi, ma essi includono anche la polizia speciale serba o soldati dell'esercito jugoslavo. Molte delle violenze erano stupri di gruppo, con almeno due perpetratori. Le violenze capitavano in presenza e con l'acquiescenza degli ufficiali militari. Soldati, poliziotti e paramilitari spesso violentavano le loro vittime in piena vista di numerosi testimoni.

#### Stupri di massa nella guerra in Bosnia
Si stima che durante la guerra in Bosnia ed Erzegovina tra le 20 000 e le 50 000 donne furono violentate. La maggioranza delle vittime delle violenze erano donne musulmane stuprate dai soldati serbi. Anche gli uomini divennero vittime di violenze sessuali ma gli stupri erano sproporzionatamente a danno delle donne, le quali subivano stupri di gruppo in strada, nelle loro case e/o di fronte alle loro famiglie. Le violenze sessuali furono subite in differenti modi, inclusi lo stupro con oggetti, come bottiglie rotte, armi e manganelli. Gli stupri di guerra furono ordinati dagli ufficiali come parte della pulizia etnica, per obbligare il gruppo etnico oggetto delle violenze ad andarsene dalla regione.
Durante la guerra in Bosnia ed Erzegovina fu documentata l'esistenza di "campi di stupro" creati deliberatamente. Lo scopo di questi campi era di ingravidare le donne musulmane e croate tenute prigioniere. Viene documentato inoltre che spesso le donne erano tenute in prigionia fino all'ultima fase della gravidanza. Questo avveniva nel contesto di una società patrilineare, nella quale i figli ereditano l'etnia del padre, quindi questi "campi di stupro" avevano lo scopo di far nascere una nuova generazione di bambini serbi. Secondo le donne del Gruppo Tresnjevka più di 35 000 donne e bambini furono tenuti nei "campi" serbi.
Durante la guerra in Bosnia ed Erzegovina, le forze serbe seguirono una strategia di abusi sessuali verso migliaia di ragazze e donne musulmane di origine bosniaca, realizzando uno stupro di massa di proporzioni enormi. Non esiste alcun dato sicuro su quanti (donne e bambini) furono sistematicamente violentati dalle forze serbe ma si stima da 20.000 a 50 000 il numero delle vittime. Questi stupri di massa avvennero per la maggior parte nell'est della Bosnia (specialmente durante i massacri di Foča e di Višegrad), oppure a Grbavica durante l'assedio di Sarajevo. Numerosi serbi, specialmente ufficiali e soldati, furono incriminati o condannati per tali stupri dal Tribunale penale internazionale per l'ex-Jugoslavia e dalla Corte della Bosnia ed Erzegovina.
Fu dopo la guerra in Bosnia, nel 1993, che un gruppo di deputate europee presentò alle Nazioni Unite la proposta di riconoscere lo stupro come crimine di guerra.
Gli eventi ispirarono il film Il segreto di Esma, vincitore di un Orso d'oro al Festival internazionale del cinema di Berlino, e Venuto al mondo di Sergio Castellitto.

### Ruanda
Durante il genocidio del Ruanda, dall'aprile al giugno 1994, centinaia di migliaia di donne e ragazze furono violentate e/o divennero vittime di altre forme di violenza sessuale. Anche senza alcun ordine scritto esplicito di commettere stupri e violenze sessuali, furono trovate prove che suggeriscono che i leader militari incoraggiarono e ordinarono ai loro uomini di violentare le donne Tutsi, condonando questi atti, senza prendere provvedimenti per fermare questi crimini. In confronto ad altri conflitti, la violenza sessuale in Ruanda si distingue in termini della natura organizzata della propaganda che ha contribuito in maniera significativa ad alimentare la violenza sessuale contro donne Tutsi, la natura pubblica degli stupri e il livello di brutalità verso le donne. Anne-Marie de Brouwer conclude che considerando la larga scala e la natura pubblica degli stupri di guerra durante il genocidio del Ruanda, "è difficile immaginare qualcuno in Ruanda che non fosse informato riguardo alle violenze sessuali." Nel 1998, il Tribunale penale internazionale per il Ruanda prese la marcata decisione che lo stupro di guerra durante il genocidio del Ruanda fosse un elemento del crimine di genocidio. L'Aula di Tribunale affermò che "l'aggressione sessuale era parte integrante del processo di distruzione del gruppo etnico Tutsi e che lo stupro era sistematico e perpetrato solo contro le donne Tutsi, manifestando così lo specifico intento richiesto da queste azioni per costituire un genocidio."
Nel rapporto del 1996 il Relatore Speciale delle Nazioni Unite in Ruanda, Rene Degni-Segui, affermò che "lo stupro era la regola e la sua assenza l'eccezione." Il rapporto afferma inoltre che "lo stupro era sistematico ed era usato come un''arma' dai perpetratori del massacro. Ciò può essere stimato dal numero e dalla natura delle vittime, come dalle forme di stupro." Un rapporto del 2000 del Gruppo Internazionale di Personalità Eminenti dell'Organizzazione dell'unità africana concluse che "possiamo essere certi che almeno tutte le donne che sopravvissero al genocidio furono vittime dirette di stupro o altre violenze sessuali o furono profondamente sconvolte da essi".
Il Relatore Speciale in Ruanda stimò nel rapporto del 1996 che tra 2 000 e 5 000 gravidanze furono il risultato degli stupri di guerra, e che tra 250 000 e 500 000 donne e ragazze ruandesi furono violentate. Il Ruanda è una società patriarcale e i bambini quindi prendono l'etnia del padre, sottolineando che lo stupro di guerra avvenne nel contesto del genocidio.
Sempre nel contesto del genocidio del Ruanda, le vittime di violenze sessuali furono attaccate sulla base del genere e dell'etnia. Le vittime furono in maggior parte donne e ragazze Tutsi, di tutte le età, mentre gli uomini furono raramente vittime di stupri. Le donne erano parte anche della propaganda anti-Tutsi precedente il genocidio del 1994. Nel dicembre 1990 il giornale Kangura pubblicò i "Dieci Comandamenti", quattro dei quali ritraevano le donne Tutsi come strumenti della comunità Tutsi, come armi sessuali che sarebbero usate dai Tutsi per indebolire e infine distruggere gli uomini Hutu. Alla base di questo genere di propaganda vi erano anche fumetti, stampati nei quotidiani, che rappresentavano donne Tutsi come oggetti sessuali. Esempi di questa odiata propaganda vennero usati per incitare lo stupro di guerra, incluse frasi come "Voi donne Tutsi pensate di essere troppo belle per noi" e "Lasciateci vedere cosa piace alla donna Tutsi". Le vittime degli stupri di guerra nel genocidio del Ruanda inclusero anche donne Hutu considerate mediocri, come le donne Hutu che avessero sposato degli uomini Tutsi e donne Hutu politicamente affiliate con i Tutsi. Le violenze avvennero anche senza riguardo alle affiliazioni politiche o etniche, con donne giovani o belle come obiettivi. Violenze sessuali contro gli uomini avvennero significativamente con minor frequenza, ma furono frequenti le mutilazioni dei genitali, mutilazioni che spesso avvenivano in pubblico. I perpetratori delle violenze durante il genocidio erano principalmente membri della milizia Hutu, la "Interahamwe". Gli stupri furono commessi anche dai soldati delle Forze Armate Ruandesi, inclusa la Guardia Presidenziale e dai civili.
Violenze sessuali contro ragazze e donne includevano: stupri, stupri di gruppo, schiavismo sessuale (collettivamente o individualmente, con i "matrimoni forzati"), stupri con oggetti, come bastoni e armi, i quali spesso portavano alla morte della vittima, mutilazioni sessuali in particolare di seni, vagine o natiche spesso durante o dopo lo stupro. Le donne incinte non erano salve dalle violenze sessuali e in molte occasioni le vittime venivano uccise dopo gli stupri. Molte donne furono violentate da uomini che sapevano di essere positivi al virus dell'HIV e questo suggerisce che vi fosse un tentativo deliberato di trasmettere il virus alle donne Tutsi e alle loro famiglie. Gli stupri avvennero in tutto il paese e furono frequentemente perpetrati in piena vista, in luoghi come scuole, chiese, posti di blocco, edifici governativi o nei cespugli. Alcune donne erano tenute come schiave personali per anni dopo il genocidio, costrette ad andare nei paesi limitrofi dopo il genocidio assieme ai loro aguzzini.
Gli effetti a lungo termine degli stupri di guerra in Ruanda includono l'isolamento sociale (lo stigma sociale affibbiato allo stupro significò che alcuni mariti lasciarono le loro mogli che erano diventate vittime degli stupri, o che le vittime non erano più sposabili), gravidanze e bambini indesiderati (alcune donne ricorsero all'aborto), la trasmissione di malattie sessuali, incluse sifilide, gonorrea e HIV (l'accesso a cure anti-retrovirali era limitato).

### Sri Lanka
Durante la guerra civile dello Sri Lanka, diverse Organizzazioni dei Diritti Umani riportarono casi di stupro, violenza e scomparsa di donne negli anni novanta, affermando che essi erano stati commessi dalle forze di sicurezza. Amnesty International ritiene che queste azioni potrebbero essere una frazione di una diffusa violenza, confermando che diverse donne avevano accettato di testimoniare sul trattamento delle forze di sicurezza. Gli ufficiali governativi, inclusi il presidente, negarono le accuse e accettarono di cooperare con gli investigatori e perseguire chiunque fosse riconosciuto colpevole. Il Relatore Speciale delle Nazioni Unite riportò che le investigazioni individuali e i procedimenti relativi a questi casi erano cominciati nelle corti dei magistrati locali.
Alcuni dei casi più interessanti di vittime stuprate, e poi uccise, e i massacri associati con casi di stupro sono quelli di: Krishanti Kumaraswamy, Arumaithurai Tharmaletchumi, Ida Carmelitta, Ilayathambi Tharsini, Murugesapillai Koneswary, Premini Thanuskodi, Sarathambal, Thambipillai Thanalakshmi, il massacro di Kumarapuram e il massacro di Vankalai.

### Missione di pace in Somalia
Nel 1997, in seguito alla controversa pubblicazione di foto da parte del settimanale Panorama, fu ipotizzato che alcuni militari italiani della missione UNITAF avessero perpetrato violenze sessuale a danno di donne somale. La vicenda divenne oggetto di inchiesta da parte delle autorità civili e militari.

## Storia del XXI secolo
Secondo Amnesty International recenti casi documentati di stupri di guerra riguardano conflitti in Colombia, Iraq, Sudan, Cecenia, Nepal e Afghanistan.
Le Nazioni Unite hanno documentato l'uso dello stupro come arma di guerra da parte della Russia durante il conflitto in Ucraina.
Commentando lo stupro di donne e bambini nelle zone dei recenti conflitti africani, l'UNICEF affermò nel 2008 che gli stupri non erano perpetrati solo da combattenti ma anche da civili. Sempre secondo l'UNICEF gli stupri sono comuni nei paesi che subiscono gli effetti delle guerre e dei disastri naturali, disegnanti un collegamento tra l'occorrenza delle violenze sessuali e lo sradicamento di una società e il crollo delle norme sociali. L'UNICEF afferma che in Kenya i casi documentati di violenze sessuali raddoppiarono in pochi giorni per via del recente conflitto post-elettorale in eruzione. L'UNICEF sostiene che gli stupri sono prevalenti in zone di conflitto nel Sudan, nel Ciad e nella Repubblica Democratica del Congo.

### Repubblica Democratica del Congo

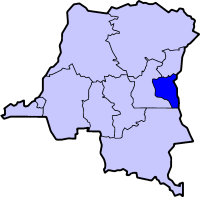
Provincia del Kivu Sud nella Repubblica Democratica del Congo

Repubblica Democratica del Congo

Nell'est del Congo, la prevalenza e l'intensità dello stupro e di altre violenze sessuali sono descritte come le peggiori del mondo. Uno studio del 2010 affermò che il 22% degli uomini e il 30% delle donne nell'est del Congo hanno riportato testimonianze di conflitti con violenze sessuali.
Fino allo scoppio della guerra nel 1998, decine di centinaia di persone furono violentate nella Repubblica Democratica del Congo. Una stima parla di più di 200 000 sopravvissuti a stupri nella Repubblica Democratica del Congo. Gli stupri di guerra in Congo erano frequentemente descritti come un'"arma da guerra". Louise Nzigire, un assistente sociale locale, affermò che "queste violenze erano designate a sterminare la popolazione." Nzigire osserva che lo stupro è stato una "semplice ed economica arma per tutti i fronti in guerra, più facilmente ottenibile di proiettili e bombe." Lo stupro maschile era comune. Gli uomini che ammettono di essere stati violentati rischiano l'ostracismo da parte della loro comunità e la persecuzione penale, dato che potrebbero essere accusati di omosessualità, che è un crimine in 38 paesi africani.
Nonostante il processo di pace cominciato nel 2003, l'aggressione sessuale da parte di soldati di gruppi armati e dell'esercito nazionale continuano nelle province orientali del paese. Prove dello stupro di guerra emersero quando le truppe delle Nazioni Unite entrarono in aree precedentemente devastate dalla guerra, dopo che il processo di pace ebbe inizio. Stupri di gruppo e con oggetti furono documentati. Le vittime di stupri di guerra possono soffrire di incontinenza e fistole vaginali come risultati di uno stupro particolarmente violento. Riferimenti di testimoni includono un caso di una donna che aveva la canna di un fucile inserita nella vagina, con il quale un soldato aprì il fuoco. L'incontinenza e le fistole vaginali portano all'isolamento delle vittime degli stupri di guerra dalle loro comunità e l'accesso alla chirurgia ricostruttiva è limitato nella Repubblica Democratica del Congo.
Secondo alcune denunce, come quelle riportate dal ginecologo congolese Denis Mukwege, l'uso dello stupro è prolungato nel tempo tanto che può colpire due generazioni insieme, madre e figlia
Più di 500 stupri furono documentati nell'est del Congo nell'agosto 2010, portando ad una richiesta di scuse da parte di Atul Khare, il funzionario dell'ONU che fallì nel tentativo di proteggere la popolazione dalle brutalità.

### Darfur, Sudan

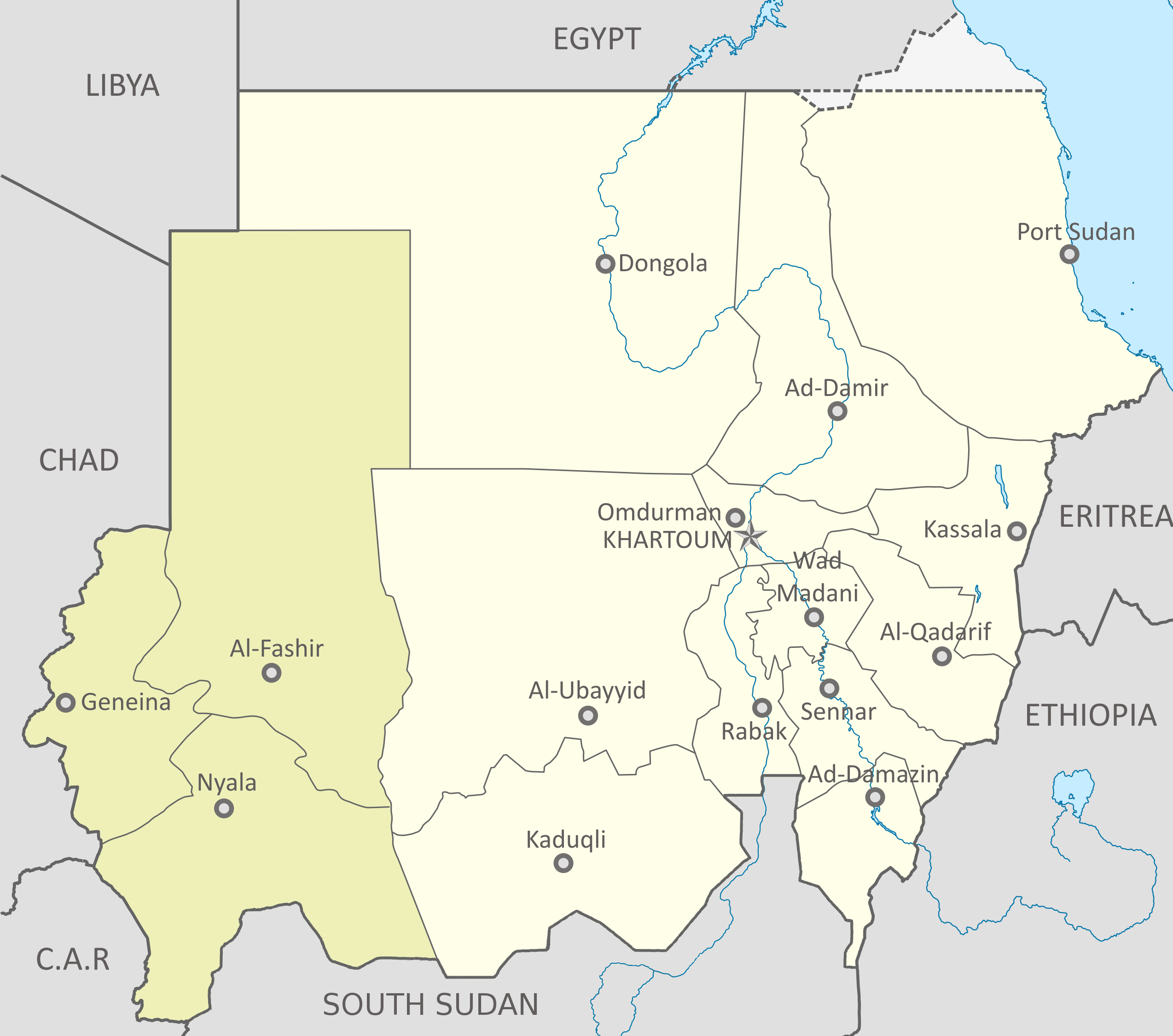
Mappa del Sudan. La regione del Darfur è ombreggiata.

Un articolo del 19 ottobre 2004 di UN News Centre (letteralmente Centro Notizie delle Nazioni Unite), titolato "Consigliere dell'UNICEF parla di stupri in Darfur, il Sudan continua con l'impunità", riporta:

La milizia armata nella regione del Darfur, lacerata dai conflitti, del Sudan sta continuando a violentare donne e ragazze con impunità, afferma oggi un esperto dall'agenzia delle Nazioni Unite per i bambini dal suo ritorno da una missione nella regione. Pamela Shifman, il consigliere del Fondazione delle Nazioni Unite per i bambini (UNICEF) sulla violenza e lo sfruttamento sessuale, afferma di aver sentito dozzine di resoconti strazianti di aggressioni sessuali - inclusi numerosi rapporti di stupri di gruppo - quando visitò degli sfollati in un campo e altri coloni nel nord del Darfur la settimana scorsa. "Lo stupro è usato come un'arma per terrorizzare individualmente donne e ragazze e per terrorizzare anche le loro famiglie e l'intera comunità," affermò il consigliere in un'intervista con il UN News Service (Servizio Notizie delle Nazioni Unite). "Nessuna donna o ragazza è salva."

Nello stesso articolo Pamela Shifman affermò che:

ogni donna o ragazza con cui lei parlò aveva subito un'aggressione sessuale, o conosceva qualcuno che l'aveva subita, soprattutto quando esse lasciavano i relativamente sicuri campi per sfollati o coloni per raccogliere legna da ardere.

### Seconda guerra in Iraq
Prigionieri di guerra maschili potevano essere soggetti a stupri e violenze sessuali, i quali qualche commentatore ha interpretato come un modo per i carcerieri di femminilizzare i prigionieri. Imponendo delle umiliazioni sessuali si vuole dare l'idea della dominazione mascolina. La violenza sessuale contro prigionieri di guerra maschili portarono ad una vasta pubblicità dopo che delle fotografie documentarono questi abusi su prigionieri iracheni maschili da parte delle guardie statunitensi nella prigione di Abu Ghraib, in Iraq. I prigionieri erano costretti ad umiliazioni. Più in generale, è stato osservato che il personale militare catturato, di entrambi i sessi, è vulnerabile esplicitamente all'umiliazione sessuale, incluso lo stupro.

### Guerra civile libica
Il capo procuratore della Corte penale internazionale, Luis Moreno-Ocampo, confermò che ci sono abbastanza prove che le truppe di Muʿammar Gheddafi abbiano usato lo stupro come arma durante la guerra civile in Libia. Egli inoltre afferma che "Apparentemente, egli [Gheddafi] decise di punire, usando la violenza sessuale," e i testimoni confermarono che il governo libico ha anche acquistato un gran numero di Viagra - da usare come una droga. Il governo libico, d'altro canto, non ha ancora riconosciuto la giurisdizione della Corte penale internazionale.

### Stato Islamico (Siria e Iraq)
Secondo un rapporto, la presa delle città irachene nel giugno del 2014 da parte dell'ISIS è stata accompagnata da un'impennata di crimini contro le donne. Il Guardian ha riportato che l'agenda estremista dell'ISIS si estende al corpo delle donne e che le donne che vivono sotto il suo controllo sono state catturate e stuprate.
Hannaa Edwar, una delle principali sostenitrici dei diritti delle donne a Baghdad, che dirige un'organizzazione non governativa chiamata "Iraqi Al-Amal Association", ha dichiarato che nessuno dei suoi contatti a Mossul ha potuto confermare alcun caso di stupro. Un'altra attivista per i diritti delle donne di Baghdad, Basma al-Khatīb, ha detto che una cultura della violenza contro le donne esiste in Iraq e si sente sicura del fatto che avvenissero violenze sessuali nei confronti delle donne a Mossul non solo per opera dell'ISIS, ma di tutti i gruppi armati.
Durante un incontro con Nuri al-Maliki, il ministro degli Esteri britannico Wiliam Hague ha dichiarato: "Chiunque glorifichi, supporti o si unisca all'ISIS deve capire che aiuterebbe un gruppo responsabile di rapimento, tortura, esecuzioni, stupro e molti altri orribili crimini". Secondo Martin Williams del The Citizen, un quotidiano sudafricano, una parte dei membri appartenenti alla linea dura del salafismo considerano il sesso extraconiugale con più partner come una forma legittima di guerra santa ed è "difficile riconciliare questo con una religione nella quale alcuni seguaci insistono che le donne debbano essere coperte dalla testa ai piedi, con solo una sottile apertura sugli occhi".
Haleh Esfandiari del Woodrow Wilson International Center for Scholars ha sottolineato l'abuso su donne locali da parte dei combattenti dell'ISIS dopo aver catturato un'area. "Solitamente prendono le donne più vecchie a un improvvisato mercato degli schiavi e provano a venderle. Le più giovani... sono stuprate o date in spose ai combattenti [...] È basato sul matrimonio temporaneo e una volta che questi combattenti hanno fatto sesso con queste giovani donne, le passano ad altri combattenti".
Alcuni testimoni hanno dichiarato che alcune ragazze yazide, dopo essere state stuprate dai combattenti dell'ISIS, si sono suicidate gettandosi dal monte Jebel Sinjar.

## Campi di stupro
Un campo di stupro è un complesso di detenzione che è stato progettato o trasformato in un luogo dove regolarmente le autorità violentano le detenute.
Centinaia di migliaia di donne furono rapite dai militari giapponesi e usate come schiave sessuali durante la seconda guerra mondiale. Esse erano chiamate "comfort women" ("donne del comfort").
Questo è accaduto anche in Sudamerica durante l'Operazione Condor, e specialmente in Cile e in Argentina durante la guerra sporca attuata dalla dittatura militare tra il 1976 e il 1983, dove molte donne sequestrate subirono ripetutamente violenza sessuale da parte dei soldati. I militari spesso intendevano punire le donne che erano giudicate sovversive e che si erano ribellate al tradizionale ruolo subalterno imposto alla figura femminile, assumendo invece ruoli politici e attivi.
I campi di stupro sono un comune tema usato dai film d'exploitation ambientati in epoca nazista (tuttavia più che film storici, artistici o drammatici nello stile di Salò o le 120 giornate di Sodoma di Pier Paolo Pasolini o Salon Kitty di Tinto Brass, si tratta invece di B-movie a genere sexploitation e sadomasochistico tout court).
Questi campi sono stati estensivamente documentati in Bosnia ed Erzegovina.

### Alcuni esempi
- Vilina Vlas
- Campo di Keraterm
- Campo di Omarska